# Лерой и Стич
«Лерой и Стич» (англ. Leroy & Stitch, стилизовано Lilo Leroy & Stitch) — американский анимационный научно-фантастический комедийный фильм 2006 года, произведённый Walt Disney Television Animation. Авторы сценария — Бобс Ганнауэй и Джесс Уинфилд, последний также выступал в качестве продюсера вместе с Игорем Хайтом. Режиссёры проекта — Ганнауэй и Тони Крейг.
Фильм является четвертым полнометражным продуктом во франшизе «Лило и Стич» и последним полнометражным сиквелом, связанным с оригинальным анимационным фильмом 2002 года. Картина подводит итог телевизионному сериалу «Лило и Стич» и завершает основную линию сюжета, в центре которой находится Лило Пелекай и Гавайи как основное место действия. На сегодняшний день это последний анимационный проект западного типа в рамках франшизы.
Фильм впервые транслировался на телеканале Disney 23 июня 2006 года и был повторно показан на канале Toon Disney 26 июня 2006 года.

## Сюжет
Завершив свою миссию по поимке и перевоспитанию экспериментов Джамбы, Стич, Джамба и Пликли получили звание героев Галактического Альянса. За свои заслуги Джамба предложил вернуть его в собственную лабораторию, Пликли назначил преподавателем курса Земных Исследований в общественном колледже Галактического Альянса, Стича сделали капитаном галактической армады и дали командование Большим Красным линкором (BRB-9000), а Лило назначили Послом Земли в Галактическом Совете и Хранительницей экспериментов.
Сначала команда отказалась принять предложение, желая остаться с Лило, но потом поняли, что хотят путешествовать дальше. На прощание Лило подарила каждому памятный подарок: Джамбе — свою любимую пластинку Элвиса Пресли, Пликли — маленький камень для пресс-папье, а Стичу — ожерелье с ку-тиками. Видя такое развитие событий, Ганту решил освободить из заключения доктора Жака фон Хомяксвиля, чей предыдущий помощник, Эксперимент 625, тоже покинул его. Обнаружив перемены в жизни Джамбы, Хомяксвиль разработал новый коварный план.
Джамба, Пликли, Лило и Стич начали чувствовать грусть от расставания, несмотря на почести. Один день, работая над новым экспериментом, Джамба подвергся атаке Ганту и Хомяксвиля, заставивших его создать улучшенную копию Стича, получившую название Лерой. Когда Стич прибыл для возвращения Хомяксвиля, Лерой победил его и заключил в капсулу. Узнав, что Джамба создал целую армию клонов Лероя, Хомяксвиль отдал приказ захватывать Галактический Союз. Заперев Стича, Джамбу и Пликли внутри автомобиля Пликли, он отправил его в ближайшую чёрную дыру.
Тем временем на Земле Лило пыталась установить контакт со Стичем, обнаружив, что единственный доступный межгалактический телефон находится на борту корабля Ганту. Прибыв туда, она встретила Эксперимента 625 и попросила позвонить Стичу, но выяснилось, что телефон неисправен. Почувствовав одиночество 625, Лило назвала его Рубеном и помогла отремонтировать устройство связи. Позвонив на BRB-9000, Лило поняла, что общается с самозванцем, увидев отсутствие ожерелья с ку-тиками на шее Лероя. Получив известие от Ганту о планах Хомяксвиля относительно других экспериментов, Лило решила починить корабль Ганту, чтобы спасти Стича. Отправляясь в путешествие, экипаж попал в область черной дыры, откуда Стич освободился сам и открыл дверь остальным. Воспользовавшись камнем Пликли, брошенным в черную дыру, команда смогла выбраться наружу.
Оказавшись дома, Лерой захватил всех бывших экспериментов Лило и её подругу Мертл Эдмонсон, воспользовавшись специальным альбомом экспериментов. Лило и Рубен прибыли на Туро, но обнаружили, что Хомяксвиль уже контролировал планету. Заключив Лило и компанию в тюрьму, он уволил Ганту, посчитав Лероя более эффективным. Решив исправить ошибку, Ганту помогает друзьям сбежать и возвращается на Землю.
Хомаиксвиль собирает всех экспериментов на стадионе Алоха и планирует убить их мощным оружием. Прибывшие герои ломают орудие, но хомяксвиль выпускает армию Леров, которые одолевают остальных. Вспоминая прошлую программу Джамбы, Джамба подсказывает команде включить песню Элвиса Пресли «Aloha Ōe», которая останавливает Леров. Армия прекращает сопротивление, и союзники торжествуют.
По окончании конфликта Совет благодарит героев, награждая их званиями. Стич, Джамба и Пликли просят разрешения вернуться на Землю, и Великий Совет соглашается, восстановив Ганту в звании капитана армады и назначив Рубена ответственным за галерею кораблей. Возвратясь на Землю, Лило организовала фотосессию с семьей и друзьями.
Заканчивается фильм сценой, где Хомяксвиля держат в заключении вместе с армией Леров, демонстрируя справочник экспериментов Джамбы во время титров.

## В ролях
| Роль                  | Исполнитель           | Тип персонажа                             |
| --------------------- | --------------------- | ----------------------------------------- |
| Лило                  | Дэйви Чейз            | Положительный                             |
| Стич                  | Крис Сандерс          | Положительный                             |
| Лерой                 | Крис Сандерс          | Отрицательный                             |
| Нани                  | Тиа Каррере           | Положительный                             |
| Капитан Ганту         | Кевин Майкл Ричардсон | Отрицательный, впоследствии положительный |
| Агент Венди Пликли    | Кевин Макдональд      | Положительный                             |
| Доктор Джамба Джукиба | Дэвид Огден Стирс     | Положительный                             |
| Доктор Хомяксвиль     | Джефф Беннетт         | Отрицательный                             |

## Производство
Сценарист и продюсер Джесс Уинфилд рассказал, что работа над фильмом «Лерой и Стич» велась одновременно со вторым сезоном мультсериала «Лило и Стич», завершившись в 2005 году. Изначально выход фильма планировался на весну 2006 года. Анимационное производство осуществляла тайваньская студия Wang Film Productions, ранее участвовавшая в работе над сериалом.
Это третий фильм франшизы «Лило и Стич», создание которого проходило без участия авторов оригинала Криса Сандерса и Дина Деблуа (Сандерс принял участие только в озвучке ролей Стича, Лероя и их клонов). Оба автора покинули Disney и присоединились к DreamWorks Animation, где трудились над созданием мультфильма «Как приручить дракона».

## Выход в прокат
Фильм «Лерой и Стич» впервые появился на телевидении 23 июня 2006 года на канале Disney Channel, а 26 июня — на Toon Disney. Официальный релиз на DVD состоялся 27 июня 2006 года в США под эгидой Walt Disney Pictures. Помимо самого фильма, издание включало дополнительный эпизод мультсериала «Лило и Стич» под названием «Link» и игру-приставку «The Big Red Battleship Flight Simulator». DVD-релиз распространялся компанией Walt Disney Home Entertainment, принесшей прибыль в размере 16 672 732 долларов США по состоянию на сентябрь 2021 года.

## Оценки критиков
Отзывы на фильм «Лерой и Стич» носят противоречивый характер. На агрегаторе Rotten Tomatoes картина получила одобрение 40% пользователей, базируясь на пяти профессиональных обзорах, со средней оценкой 5,4 из 10 баллов.
Скайлер Миллер из AllMovie оценил фильм в 3,5 балла из 5, положительно отозвавшись об озвучке, музыке Элвиса Пресли и энергичном развитии сюжета. Он отметил, что, хотя фильм уступает по глубине и привлекательности оригиналу, он остаётся достойным дополнением к анимационной серии.
Редактор Ed Perkins из CinemaBlend выразил резко негативное мнение, присвоив ленте единственную звезду из пяти возможных. Он назвал фильм обычным прямым сиквелом, не представляющим ничего интересного и выразительно превосходящего исходник.
Common Sense Media присвоило фильму 4 звезды из 5 и рекомендовало его зрителям старше 5 лет согласно оценкам родителей и детей.
Фильм был номинирован на премию Золотой катушечный ролик 2007 года от Ассоциации звукорежиссеров киноиндустрии, однако победителем стал другой проект Disneytoon — «Лис и Пес 2».
В 2019 году Petrana Radulovic из Polygon включила «Лероя и Стича» на девятую позицию в своем списке сиквелов, приквелов и промежуточных фильмов к анимационным картинам Disney, отмечая особое внимание к специфическим талантам каждого из многочисленных экспериментов, а также напряженное противостояние в финале.
В схожем рейтинге 2020 года Лиза Верстедт из Insider поставила фильм на седьмое место, хваля его за способность удовлетворить ожидания поклонников сериала, но при этом критикую за потерю элементов человечности, которыми славились предыдущие фильмы.

## Саундтрек
Lilo & Stitch Hawaiian Album — саундтрек к диснеевскому мультфильму «Лерой и Стич». Большая часть саундтрека к мультфильму «Лерой и Стич» — это записи Элвиса Пресли, а также музыка, вдохновлённая «Планетами» Густава Хольста. В саундтрек также вошли музыкальные произведения из оригинального фильма «Лило и Стич» (композитор — Алан Сильвестри ) и из пилотного фильма «Новые приключения Стича» (композитор — Майкл Тавера, который также был композитором сериала).